# Nokikrunni
Nokikrunni är en ö i Finland. Den ligger i Bottenviken och i kommunen Torneå i den ekonomiska regionen  Kemi-Torneå i landskapet Lappland, i den norra delen av landet. Ön ligger omkring 110 kilometer sydväst om Rovaniemi och omkring 610 kilometer norr om Helsingfors. 
Öns area är 1,2 hektar och dess största längd är 160 meter i nord-sydlig riktning. Närmaste större samhälle är Kemi, 15,1 km öster om Nokikrunni.